# Марен (Приморская Шаранта)
Маре́н (фр. Marennes) — коммуна во Франции, находится в регионе Пуату — Шаранта. Департамент коммуны — Приморская Шаранта. Входит в состав кантона Марен. Округ коммуны — Рошфор.
Код INSEE коммуны — 17219.

## Население
Население коммуны на 2010 год составляло 5607 человек.
| 1962 | 1968 | 1975 | 1982 | 1990 | 1999 | 2010 |
| ---- | ---- | ---- | ---- | ---- | ---- | ---- |
| 4345 | 4443 | 4214 | 4549 | 4634 | 4687 | 5607 |